# Hendrik Zillesen
Hendrik Zillesen (Amsterdam, 27 april 1854 – 's-Gravenhage, 21 november 1939) was griffier van de Eerste Kamer der Staten-Generaal van 1899 tot 1927. Hij was de langstzittende griffier die de Eerste Kamer gekend heeft.

## Loopbaan
Zillesen begon zijn loopbaan na een studie en promotie in de rechtsgeleerdheid aan de Universiteit van Leiden als advocaat in Amsterdam. Hij was commies-griffier van de Tweede Kamer der Staten-Generaal van 1881 tot 1890 en commies-griffier van de Eerste Kamer van 1890 tot 1899, waarna de Eerste Kamer hem tot griffier benoemde. In 1894 was Zillesen secretaris van de interparlementaire conferentie voor internationale arbitrage te 's-Gravenhage. In 1900 was hij secretaris-lid van de centrale commissie voor de inrichting van de afdelingen van Nederland en de koloniën op de wereldtentoonstelling te Parijs en van de bijzondere commissie voor de afdeling koloniën. Bij zijn afscheid prees voorzitter J.J.G. baron van Voorst tot Voorst sr. zijn kunde om kernachtig beschouwingen samen te kunnen vatten. De senatoren zagen hem na bijna 28 jaar met lede ogen vertrekken.
Naast zijn hoofdfunctie was Zillesen onder meer lid van het hoofdbestuur van de "Vereeniging tot bevordering van fabrieks- en handwerksnijverheid in Nederland", redacteur van het juridisch tijdschrift Themis en voorzitter van de Geschiedkundige Vereniging "Die Haghe".
Hij was Ridder in de Orde van de Nederlandse Leeuw en Commandeur in de Orde van Oranje-Nassau.

## Publicaties
- H. Zillesen, Over administratieve Rechtspraak, dissertatie, Leiden, 1881.
- H. Zillesen, De behuizing van de Eerste Kamer der Staten-Generaal, Den Haag, 1924.